# Lidlidda
Lidlidda ist eine Stadtgemeinde in der philippinischen Provinz Ilocos Sur. Die Menschen leben in der hügeligen Gegend hauptsächlich von der Landwirtschaft. Reis und Tabak sind die wichtigsten Erzeugnisse.

## Bevölkerungsentwicklung
| Jahr | Einwohner |
| ---- | --------- |
| 2000 | 4022      |
| 2007 | 3798      |
| 2010 | 4398      |

## Baranggays
Lidlidda ist in folgende elf Baranggays aufgeteilt:
| - Banucal - Bequi-Walin - Bugui - Calungbuyan - Carcarabasa - Labut | - Poblacion Norte - Poblacion Sur - San Vicente - Suysuyan - Tay-Ac |